# Rimpa
Rimpa (japanisch 琳派), auch Kōrin-ha (光琳派) oder Sōtatsu-Kōrin-ha (宗達光琳派), ist eine Schule der japanischen Malerei, benannt nach ihrem bedeutenden Vertreter Ogata Kōrin bzw. auch Tawaraya Sōtatsu, die vom Ende des 16. Jahrhunderts bis in das 19. Jahrhundert blühte, ohne dass in jedem Fall ein direktes Lehrer-Schüler-Verhältnis bestand.
Stilistisch zeichnet sie sich durch die Verwendung von leuchtenden Farben, einschließlich Gold- und Silberfarbe aus.

## Der Anfang
Zur Rimpa-Schule zählt man heute nicht nur den Namensgeber Kōrin und seinen jüngeren Bruder Kenzan, sondern auch
- Tawaraya Sōtatsu (俵屋 宗達; aktiv von 1600 bis in die 1640er Jahre). Sōtatsu, der als Hersteller von bemalten Fächern begann, entwickelte sich vom Handwerker zum Künstler, übernahm dekorative Elemente aus der Tosa- und Kanō-Schule, ohne deren  akademischen Strenge in der Bildgestaltung zu folgen.

## Kōrin und Kenzan
Zwei Generationen später folgten dann
- Ogata Kōrin (尾形 光琳; 1658–1716). Dieser war von Sōtatsu so beeindruckt, dass er dessen großes Wandschirm-Paar „Matsushima“[Anm 1] in ähnlicher Form malte und das kleinere Paar "Wind- und Donnergott"[Anm 2] ziemlich genau kopierte.
- Ogata Kenzan (尾形 乾山; 1663–1743). Kōrins jüngerer Bruder war vor allem als Töpfer aktiv, wobei Kōrin gelegentlich dessen quadratische Keramikschalen bemalte.

## Kōrins Generation
Kōrins Malstil folgten, wenn auch nicht als direkte Schüler, u. a.
- Watanabe Shikō (渡辺 始興; 1683–1755). Shikō, der aus Kyoto stammte, malte zunächst im Kanō-Stil, orientierte sich dann aber an Ogata Kōrin. Ein bekanntes Werk ist das Stellschirm-Paar „Die Berge von Yoshino“, das die berühmte Kirschblüten dort wiedergibt.
- Fukae Roshū (深江 蘆舟, heute vereinfacht 芦舟; 1699–1757) stammte aus Kyoto. Er könnte Kōrin, dessen Stil er zum Teil folgte, gekannt haben, in seinem  Bild „Auf dem Efeu-Pfad“ (Nationalmuseum Tokio) orientiert sich jedoch eher an Sōtatsu.
- Nakamura Hōchū (中村 芳中; ?–1819), ebenfalls aus Kyoto, lebte später als die vorgenannten, war vor allem in Osaka aktiv. 1802 gab er einen gedruckten Bildband zu Kōrin, Kōrin gafu, heraus.

## Der große Abschluss
Nach einer Pause von einer Generation finden sich u. a.
- Sakai Hōitsu (酒井 抱一; 1761–1828) Hōitsu (eigentlicher Name: Tadanao) war ein jüngerer Bruder des Daimyō von Himeji, Sakai Tadazane. Mit 37 Jahren übernahm er für kurze Zeit die Funktion eines höheren Priesters im Nishi Hongan-ji, lebte und arbeitete dann aber zurückgezogen in Edo. Spürbar ist in seinen Werken die adelige Herkunft. Sein Wandschirmpaar „Sommer- und Herbstblumen“ im Nationalmuseum Tokio ist auf Silbergrund gemalt. Auf den Rückseiten befinden sich Ogata Kōrins „Wind- und Donnergott“-Kopie.
- Suzuki Kiitsu (鈴木 其一; 1796–1858) war der begabteste Schüler von Hōitsu. Er stammt aus einer Färberfamilie aus der Provinz Ōmi, wurde dann von Suzuki Reitan, einem Samurai aus dem Sakai-Clan (Himeji), adoptiert.

## Nachbemerkung
Rimpa umfasst eine ganze Reihe von Malern in ihrer ganzen Lebensspanne. Benachbarte Stile wurden einbezogen, ein Teil der Werke dürfte dem Geschmack des Auftraggebers gemäß entstanden sein. Festzuhalten ist, dass mit Rimpa sich in Japan ein Stil entwickelte, der der europäischen Moderne des 19. Jahrhunderts vorauseilt.

## Bildauswahl

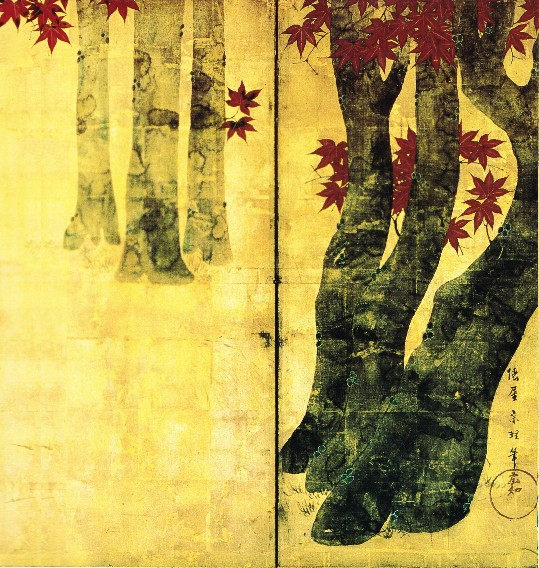
Sōtatsu; Stellschirm mit Ahorn[Anm 3]
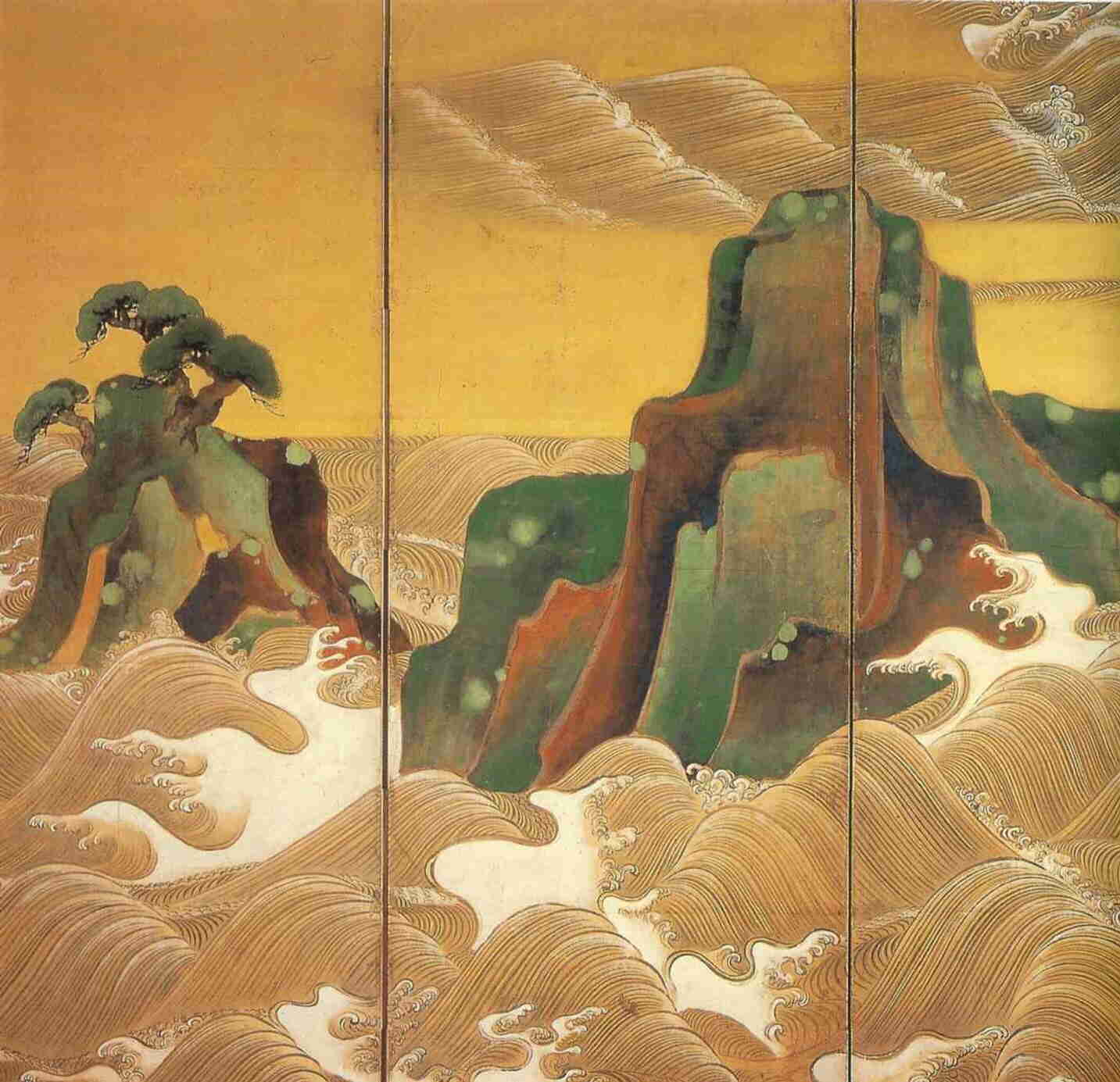
Kōrin: Matsushima (Ausschnitt)
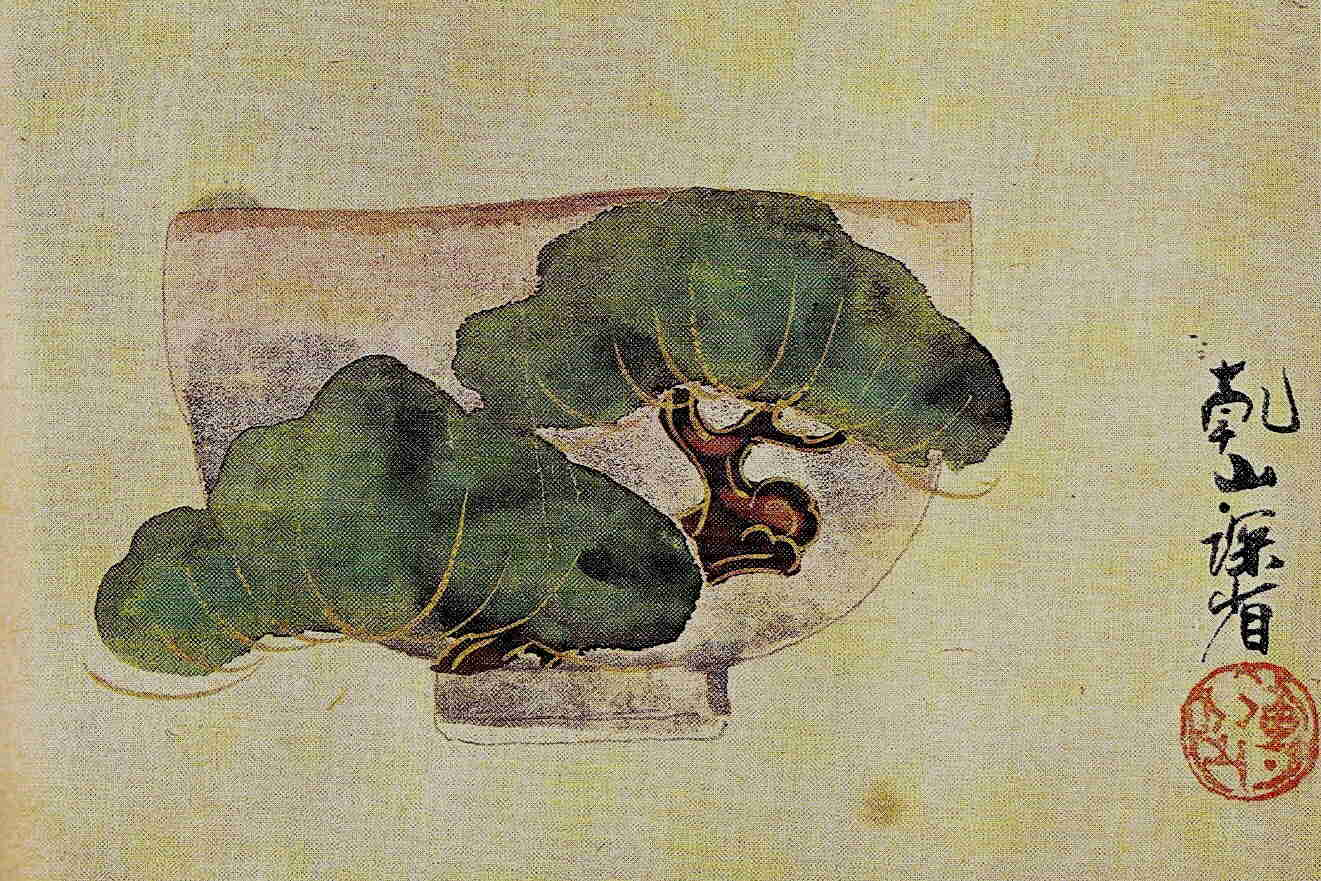
Kenzan: Entwurf für eine Teeschale
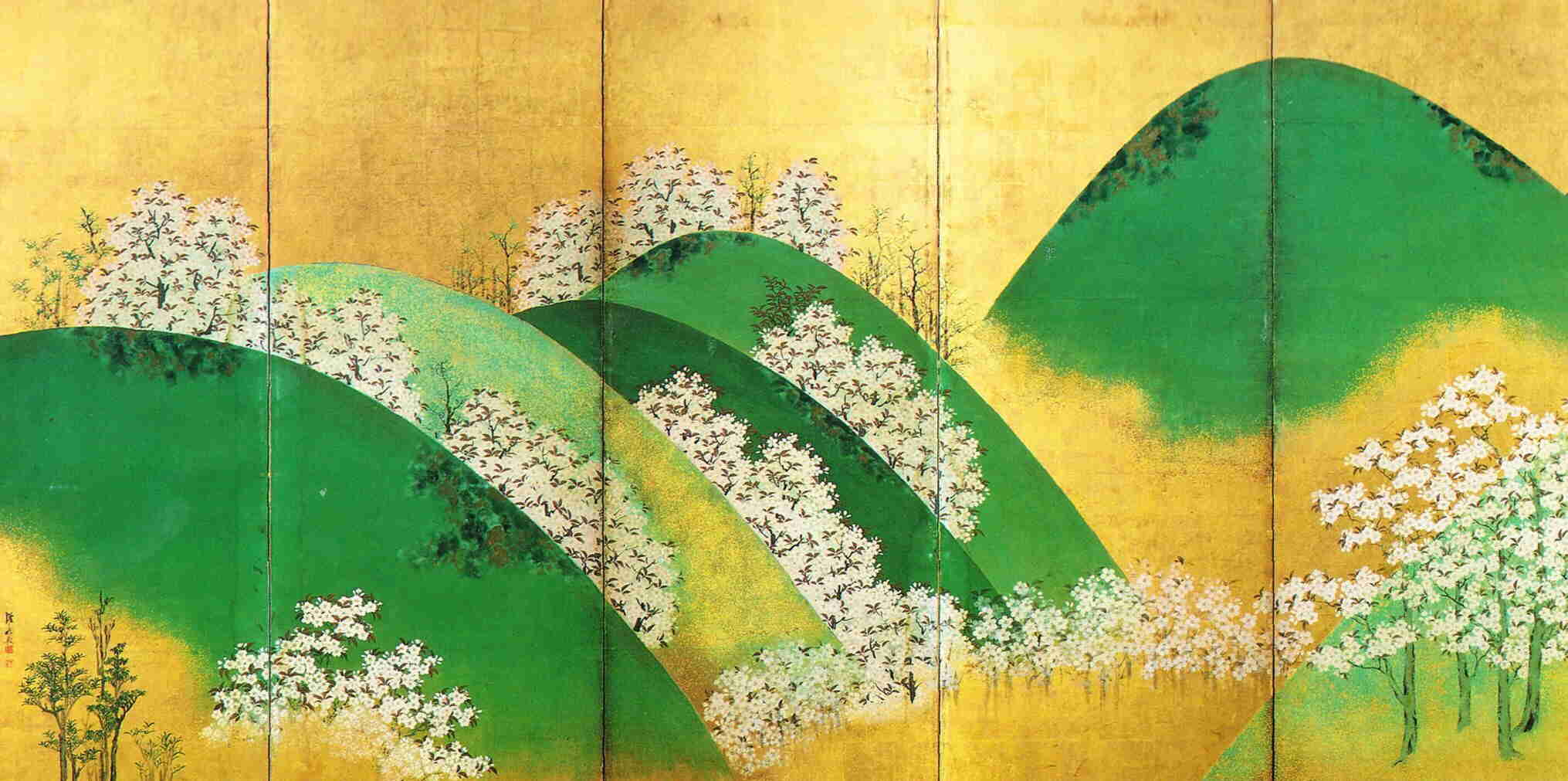
Shikō: Yoshinoyama (Ausschnitt, rechter Stellschirm)
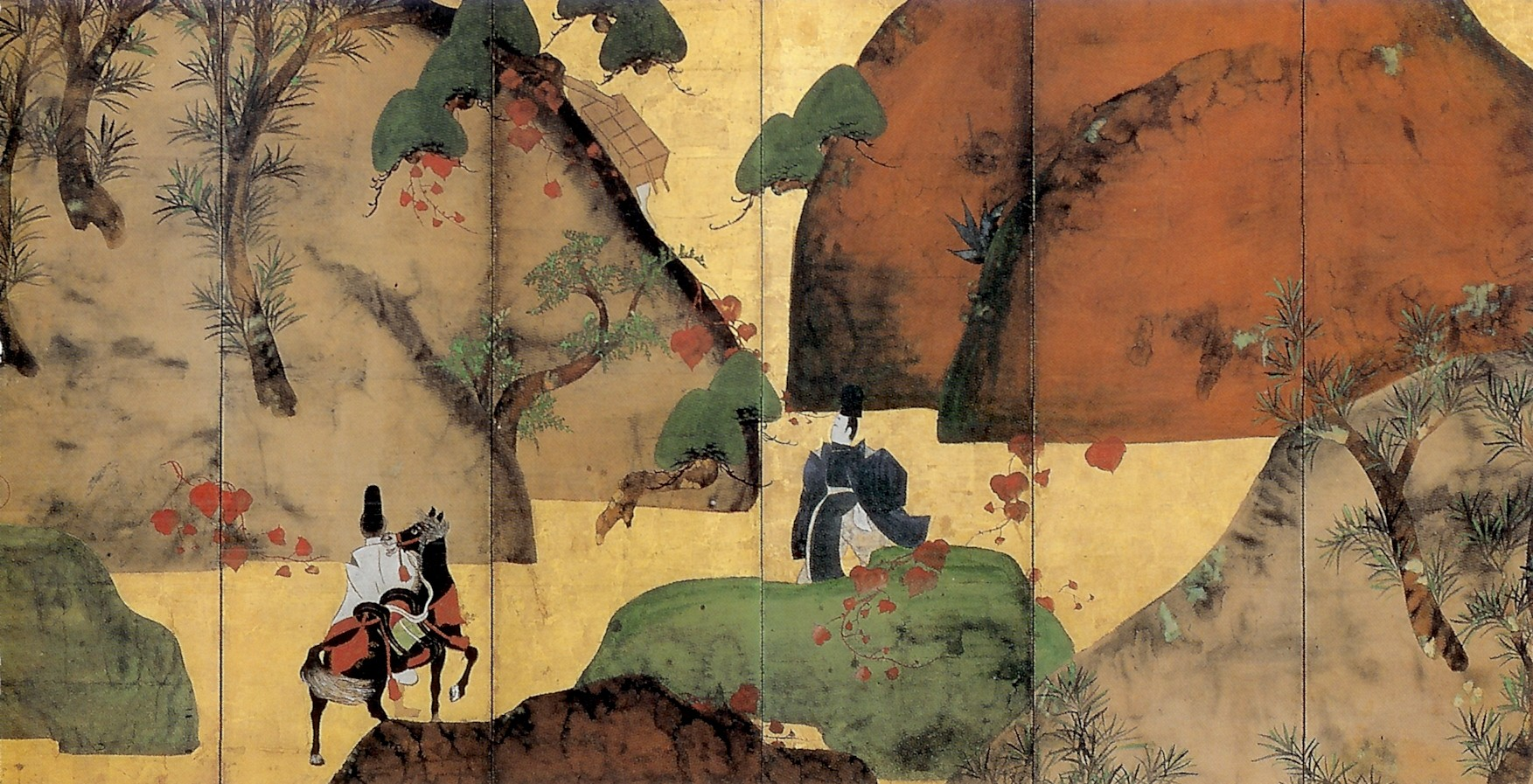
Roshū: „Auf dem Efeu-Pfad“
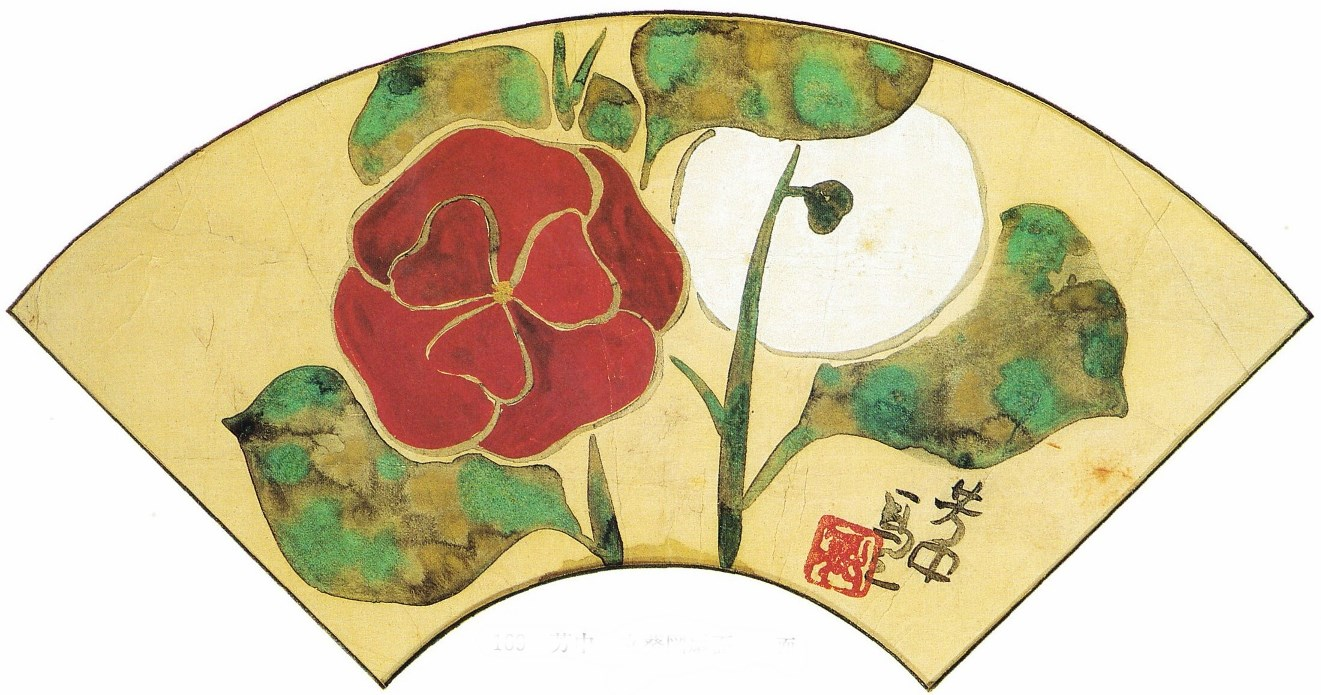
Hōchū: Fächer
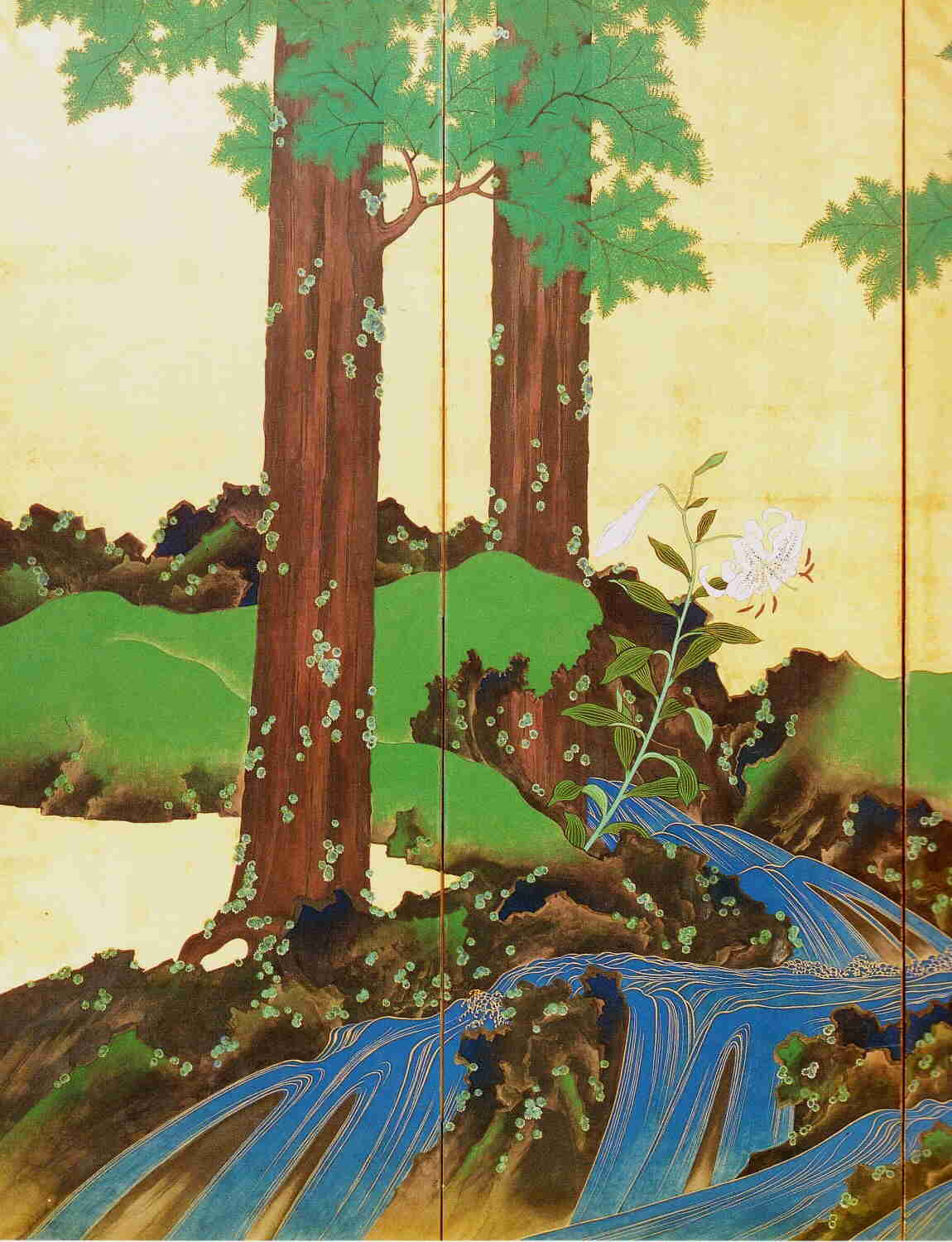
Kiitsu: Stellschirm (Ausschnitt)